# Ділильна головка

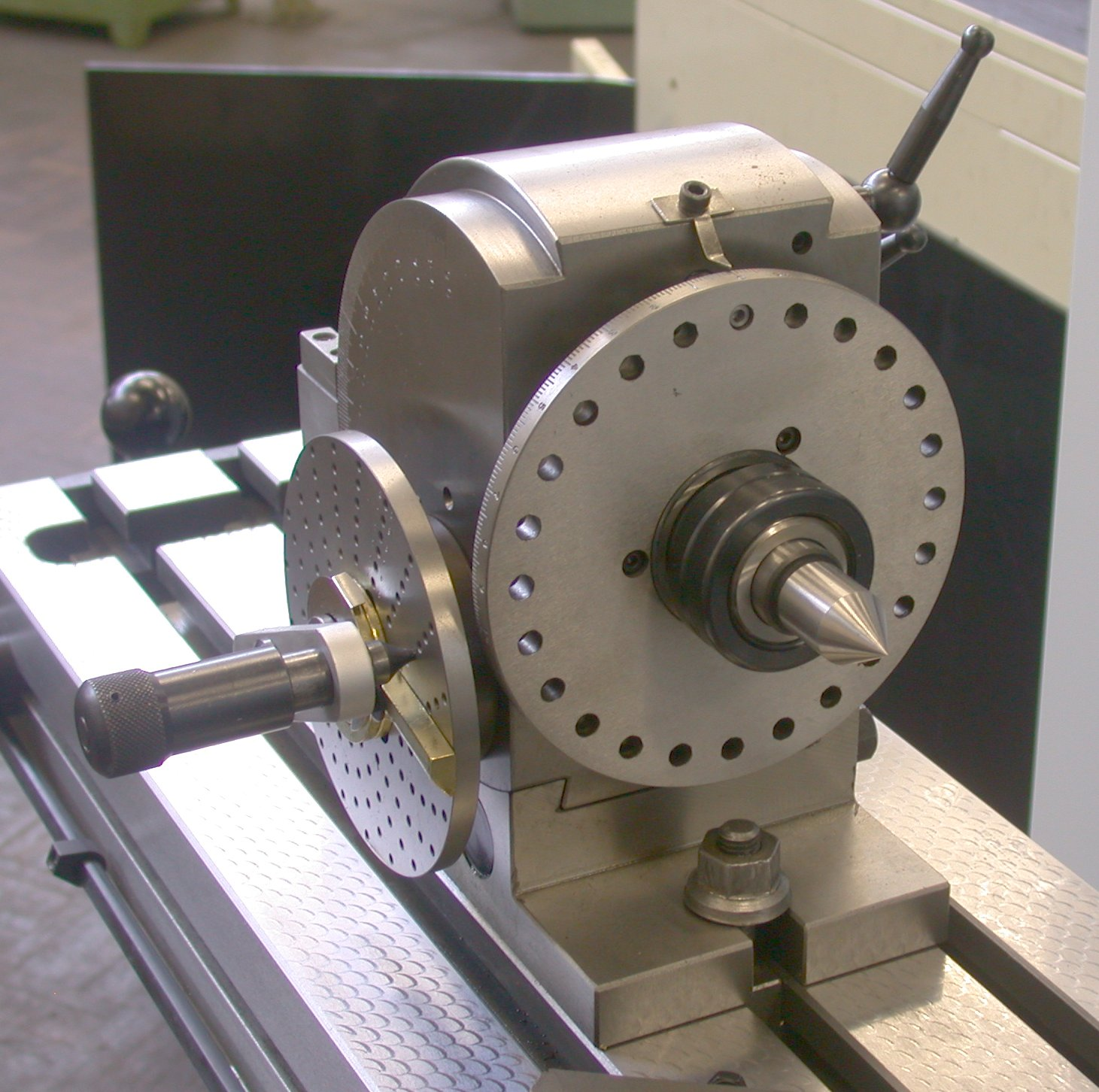
Ділильна головка

Діли́льна голо́вка — спеціальне верстатне пристосування, є важливим елементом фрезерних верстатів. Застосовується для періодичного повороту заготовки (розподіл) на рівні або нерівні кути фрезерування багатогранників, западин між зубцями коліс, канавок різальних інструментів і т.і., а також для безперервного обертання заготовки узгоджене із поздовжньою (осевою) подачею (наприклад, при нарізані спіральних канавок у свердел, зенкерів тощо, або при фрезеруванні косозубих зубчатих коліс).

## Способи поділу

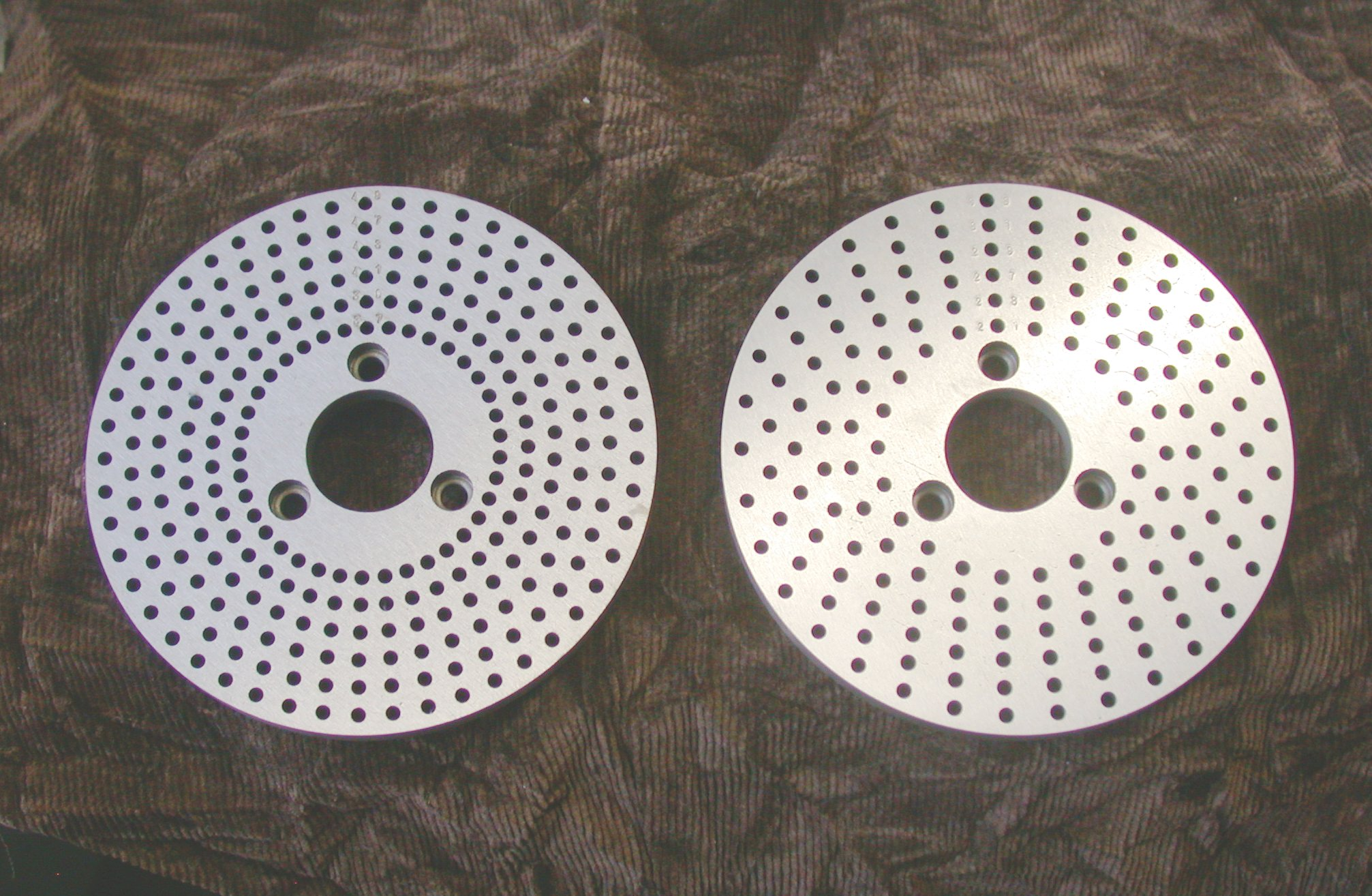
Ділильне коло

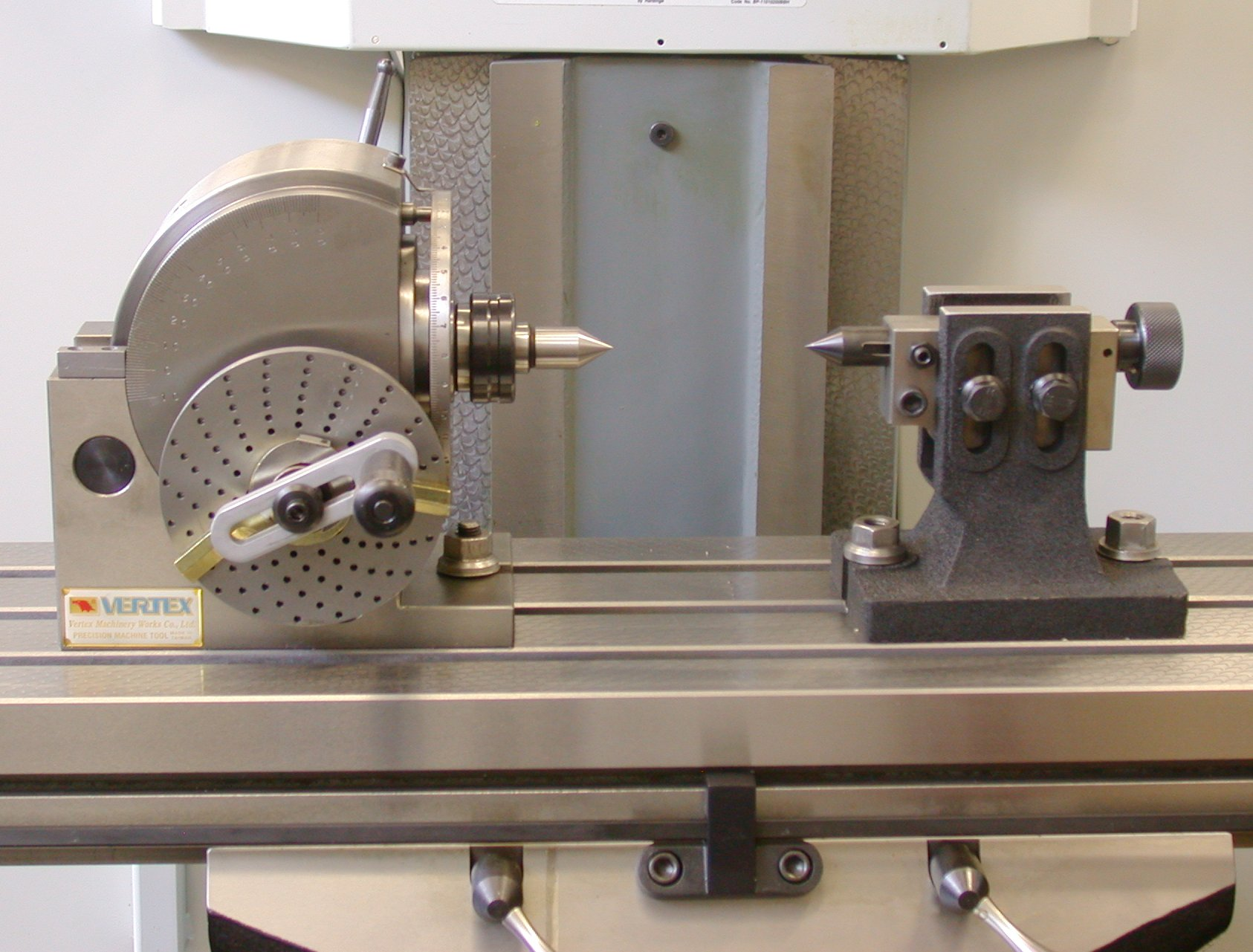
Ділильна головка з задньою бабкою

Безпосереднє ділення проводять по диску, встановленому на шпиндель головки. Для цього однозахідний черв'як, що знаходиться всередині головки, виводять із зачеплення з черв'ячним колесом і рукояткою виводять фіксатор із диска безпосереднього поділу. Далі диск повертають уручну на необхідний кут за градусною шкалою, що є на ньому, або отворам, просвердленими на його тильному боці. Після повороту диск закріплюється фіксатором, що входить в отвір диска. Безпосереднє ділення застосовують при роботах, що не вимагають високої точності (наприклад, при фрезеруванні граней головки болта).
Просте ділення. Просте ділення здійснюють за допомогою ділильного диска, насадженого на маточину шестерні з боку головки. Диск має з кожного боку по одинадцять концентричних кіл, які утворені глухими отворами, що розташовані на однаковій відстані один від одного. Кількість отворів кожного кола наступне: 24, 25, 28, 30, 34, 37, 38, 39, 41, 42, 43, 46, 47, 49, 51, 53, 54, 57, 58, 59, 62, 66.
Для ділення деталі, що оброблюється, потрібно визначити на яку кількість отворів потрібно повернути рукоятку і на якому колі (з якою кількістю отворів).